# Jan Pętkowski
Jan Pętkowski (ur. 15 maja 1865 w Grójcu, zm. 25 maja 1929 w Warszawie) – polski duchowny rzymskokatolicki, proboszcz parafii lewiczyńskiej w okresie 1894–1903 oraz parafii św. Rocha w Jasieńcu w latach 1908–1929.

## Życiorys
Był synem Franciszka i Teofili z Kaznitzów. Swoją edukację zaczął w rodzinnym Grójcu. W 1879 wstąpił do szkoły prywatnej Augustyna Szmurły w Warszawie. Po trzech latach przeszedł do warszawskiego piątego gimnazjum. Po jego ukończeniu otrzymał świadectwo, które umożliwiło mu wstąpienia na praktykę aptekarską w 1884. W tym samym roku rozpoczął naukę w Wyższym Metropolitalnym Seminarium Duchownym św. Jana Chrzciciela w Warszawie.
24 marca 1889 został wyświęcony na kapłana. Następnie był wikariuszem w parafiach: Wniebowzięcia Najświętszej Maryi Panny w Kampinosie, Matki Bożej Loretańskiej na Pradze, Narodzenia Najświętszej Maryi Panny na warszawskim Śródmieściu. W 1894 mianowano go proboszczem parafii w Lewiczynie. W 1903 przeniósł się do parafii w Osuchowie, jednocześnie na życzenie Kurii Metropolitalnej warszawskiej zarządzał parafią Luskówka. W 1908 objął parafię jasieniecką, jej proboszczem pozostał do swojej śmierci. Funkcję tę piastował przez 21 lat. Kiedy pełnił stanowisko plebana jasienieckiego zaczął pisać kronikę Jasieńca i pisał ją systematycznie aż do końca życia. Kronika ta zaginęła w 1977. W 1919 jego parafię odwiedził Stefan Wyszyński, wówczas jeszcze kleryk. 
Zmarł schorowany w Warszawie w wieku 64 lat. 28 maja został pochowany na cmentarzu Powązkowskim.